# Srbac

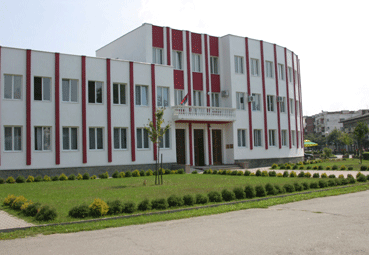
Das Rathaus von Srbac

Srbac (serbisch-kyrillisch Србац) ist ein Ort im Norden der Republika Srpska in Bosnien und Herzegowina und Sitz der gleichnamigen Gemeinde. Die Gemeinde erstreckt sich über eine Gesamtfläche von ca. 453 km² und wird im Norden von der Republik Kroatien (der Fluss Sava stellt die Grenze dar), im Osten von der Gemeinde Derventa, im Süden von der Gemeinde Prnjavor, im Südwesten von der Gemeinde Laktaši sowie im Westen von der Gemeinde Gradiška begrenzt.

## Geschichte
Die Ansiedlung wurde erstmals 1592 unter dem Namen Svinjar (serbokroatisch für „Schweinehirt“) erwähnt, was auf die Bedeutung der Viehzucht in der Region hinweist.
1933 erhielt der Ort durch Erlass der jugoslawischen Regierung seinen heutigen Namen.
Vom Bosnienkrieg war Srbac nur im Sommer 1992 drei Tage lang betroffen, als der Ort von kroatischen Einheiten über die Save beschossen wurde. Es kam zu Zerstörungen. Viele Häuser stehen heute noch verlassen in Wäldern und auf Feldern nähe der Save; bis heute sind kleinere Teile des Gemeindeterritoriums in unmittelbarer Flussnähe vermint.

## Geographie
Der Hauptort Srbac liegt an der Mündung des Vrbas in die Save, die hier die Grenze zu Kroatien bildet. Während der westliche Teil des Gemeindegebietes flach bis hügelig ist und vorwiegend landwirtschaftlich genutzt wird, erhebt sich im östlichen Teil das bis zu 650 m hohe bewaldete Mittelgebirge Motajica. Hügelige Landschaften dominieren den östlichen Teil der Gemeinde. Die höchste Erhebung beträgt 652 m und befindet sich am höchsten Gipfel des Mittelgebirges Motaijica; der niedrigste Punkt liegt mit 89 m auf dem Feld Vlaknica. Wie eine Insel aus dem Sava-Tiefland erhebt sich das Gebirge Motajica, das mehrere Gipfel über 500 m (Gradina 652, Lipaja 643, Oštraja 521) hat. Ebenso findet man in dieser Landschaft reiche Laubwaldgebiete, die meist von Eiche und Buche bewaldet sind. Motajica ist das einzige bosnische Gebirge, in dem Granit zu finden ist.
Über zwei Drittel der Gemeinde sind gebirgig und hügelig, während der andere Teil aus fruchtbarem flachem Land besteht. Das flache Land dehnt sich auf vier Ebenen aus:
1. Lijevče polje umfasst den südlichen und südwestlichen Teil der Gemeinde entlang des westlichen Ufers des Flusses Vrbas.
2. Nožičko-srbačka ravan erstreckt sich von der Dorfgemeinschaft Martinac entlang des östlichen Ufers des Flusses Vrbas bis zu der Stadt Srbac bzw. der Mündung des Vrbas in Sava.
3. Lepeničko – srbačka ravan
4. Ćukalsko-srđevačka ravan

Neben diesen großen Ebenen umfasst das flache Land auch mehrere Felder wie Glinica bei der Stadt Srbac, Lučica und Donje Polje bei dem Dorf Kaoci, Vlakničko polje bei dem Dorf Vlaknica sowie Poloj und Ritovi bei dem Dorf Kobaš.
Benachbarte Gemeinden sind Derventa, Gradiška, Laktaši und Prnjavor.

### Geologie
Das Gemeindegebiet von Srbac wurde von Felsen verschiedener Art und unterschiedlichen Alters und anderen Eigenschaften geprägt. Nach Entstehung findet man sedimentäre, magmatische und metamorphe Formationen. Es kam zur Sedimentation von Kalken, Tonen, Mergeln sowie Schottern, die durch ständige Überflutungen der Flüsse abgelagert wurden. Forschungen wiesen in diesem Gebiet das Vorkommen verschiedener mineralischer Ressourcen nach, meist von Kaolin, Quarz, Liskun, Granit, Quarzsand, sowie verschiedene Arten des Lehms und Mineralisationen von Blei, Zink und Arsen.

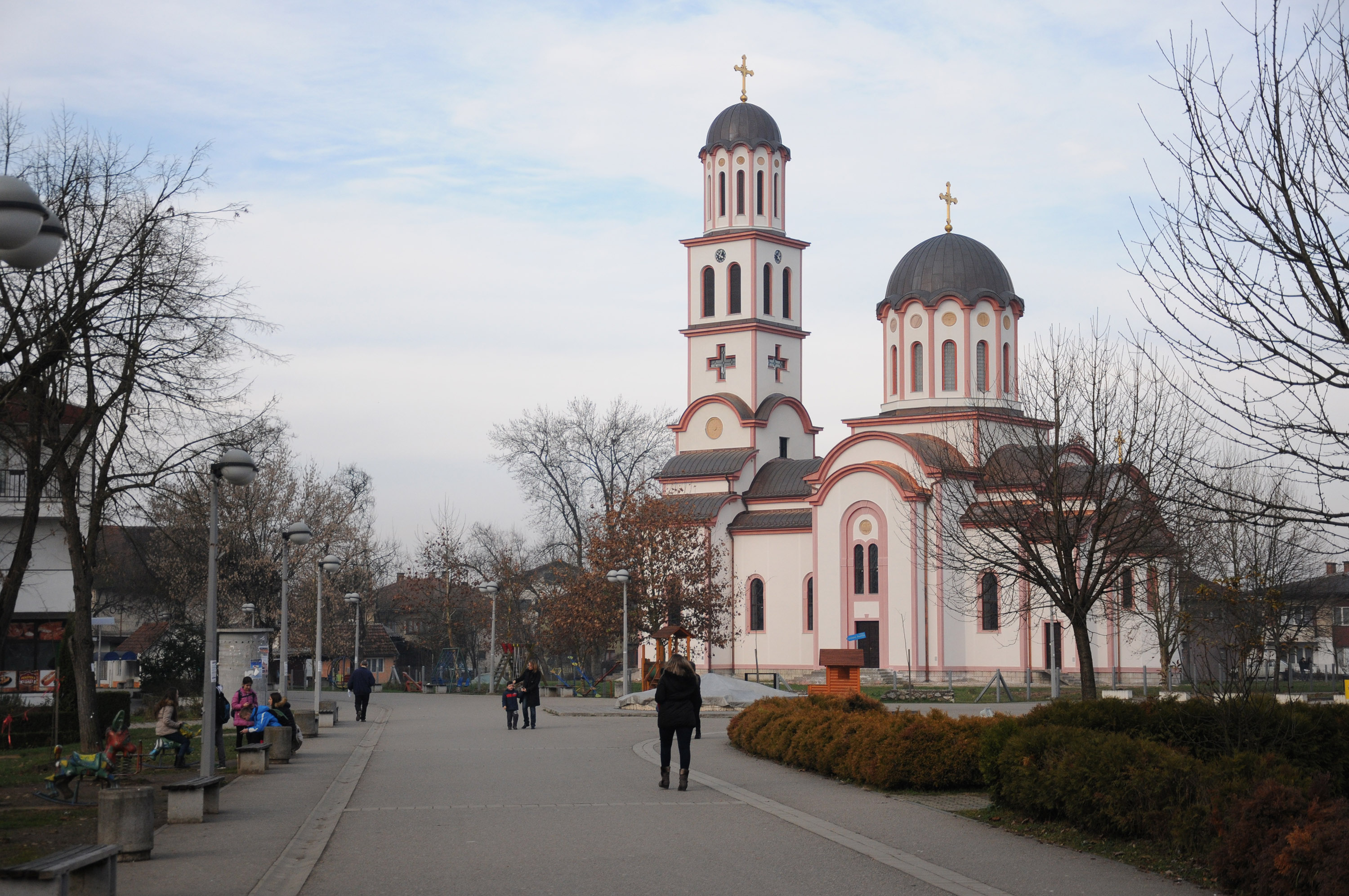
Die Serbisch-orthodoxe Mariä-Schutz-und-Fürbitte-Kirche in Stadtzentrum

Im nordöstlichen Teil des Gebirges Motajica setzten sich wesentliche Mengen an Granit. Granit, eines der bekanntesten Tiefengesteine, hat einen vielfältigen Einfluss auf die gesellschaftliche und die wirtschaftliche Entwicklung der Region. Zum einen prägt er in weiten Teilen das Landschaftsbild, und zum anderen war und ist Granit ein bedeutender Naturwerkstein. An die Granite gebunden sind viele wirtschaftlich hochwertige Rohstoffe, wie seltene Minerale und Erze. Bei der Verwitterung von Granit entsteht unter bestimmten klimatischen Bedingungen Kaolin, ein wesentlicher Rohstoff der Porzellanindustrie. Kaolinreserven, die man vorwiegend an der Motajica findet, betragen mehr als 2 Millionen Tonnen. Granit wurde in geringerem Umfang ausgebeutet, in erster Linie als Baustein. Dieses Gebiet wurde auch durch das Vorkommen von Quarz bestimmt, der sich vor allem an Standorten wie Milina Brda, Džamijske Kose, Kriskoci, Krenski Potok sowie in Gornja Lepenica befinden. Sand- und Schotterablagerungen stellen für dieses Gebiet eine große Bedeutung dar; einerseits werden sie für wirtschaftliche Zwecke genutzt, andererseits dienen sie als Habitat für verschiedene Tierarten.

### Hydrologie
Das Gebiet, das die Gemeinde Srbac umfasst, ist sehr wasserreich. Neben dem Fluss Vrbas, der bei der Stadt Srbac in die Save mündet, befinden sich hier auch mehrere kleine Flüsse und Bäche wie Matura, Povelič, Ina, Savica, Lepenica und Osovica. Der Fluss Vrbas ist von großer Bedeutung für die ganze Region. Er wird an seinem Oberlauf durch Wasserkraftwerke für Stromerzeugung genutzt sowie für die Bewässerung der Landwirtschaft an niedrigerem Wasserlauf. Der Fluss ist von der Quelle bis zur Einmündung 235 Kilometer lang; davon entfallen 27 km auf die Gemeinde Srbac.
Neben dem Fluss Vrbas hat die Save auch eine wesentliche Bedeutung für die Gemeinde. In ihrem Wasserlauf stellt sie natürliche Grenze zwischen Bosnien und Herzegowina und Kroatien davon; davon fließt sie auf einer Länge von 40 km entlang der Gemeindegrenze von Srbac, wobei es in der Gemeinde keinen Hafen gibt. Der gesamte Verkehr und die Überquerung des Flusses wurde schon zu früheren Zeiten mit Fähren abgewickelt, und zwar in den Dörfern Bajinci und Kobaš (seit 1991 kein Betrieb mehr) und in der Stadt Srbac, dem offiziellen Grenzübergang.
Innerhalb des Gemeindegebiets fließen auch die kleinen Flüsse Povelič, Lepenica, Savica und Osovica. Povelic entspringt in Dorf Gornja Ilova (Gemeinde Prnjavor) und fließt in Richtung Westen bis zur Mündung in den Vrbas beim Dorf Povelič. Die Lepenica ist der rechte Nebenfluss der Povelič; der Wasserlauf beginnt aus den zwei Bächen Zloimenik und Turska Rijeka in der Motaijica. Die Wasserenergie dieser Flüsse wurde in der Vergangenheit für den Antrieb von Mühlen benutzt. Ein wichtiges touristisches Potenzial stellt der Bach Savica dar, der zusammen mit seinem Stausee ein Fischereirevier bildet. Der Stausee Savica befindet sich ca. 5 km südlich von der Stadt Srbac in unmittelbarer Nähe der Mündung des Flusses Povelič.

## Flora und Fauna

### Flora
Eine günstige geographische Lage in dem natürlichen Tal, das die Berge Kozara, Psunj und Motajica bilden, sowie hydrografische Merkmale und gemäßigtes Klima ermöglichten die Entwicklung einer vielfältigen Flora und Fauna in der Gemeinde Srbac. Die gesamte Region, insbesondere der Bereich des Ökosystems Bardača, wird durch einen ungewöhnlichen Reichtum an Flora und Fauna charakterisiert, die eine wichtige natürliche Ressource der Gemeinde darstellt. Der Berg Motajica, die Hügel und flache Landschaften sind zu 38 % bewaldet. Dominante Arten sind die Eiche, die Buche und die Hainbuche. In tiefer gelegenen Gebieten in Flussnähe sind die Pappel, die Weide, die Esche, die Robinie sowie die Roteiche weitverbreitete Arten.
In Wäldern und an Feldern wachsen verschiedene Arten von Waldfrüchten und Bäumen wie die Hasel, die Kornelkirsche, der Weißdorn, der Holunder, der Granatapfel, die Brombeere und wilde Kirschen, Äpfel und Birnen. Das Gebiet verfügt zudem über Heilpflanzen und verschiedenen Arten von essbaren Pilzen (Champignons, Austernpilze). Das Waldeigentum teilt sich auf in staatlichen Besitz von 14.090 ha (141 km²) und privaten Besitz von 3000 ha (30 km²) bzw. 17,5 % der Waldfläche. Staatliche sowie private Waldflächen in der Gemeinde Srbac werden vom staatlichen Verband „Motajica“ als separate Organisationseinheiten innerhalb der Forstwirtschaft des öffentlichen Unternehmens „Serbische Wälder“ bewirtschaftet.
Eine Besonderheit der Gemeinde Srbac stellt das Ökosystem Bardača dar. Das Feuchtgebiet Bardača ist ein Komplex aus 11 Seen, Überschwemmungswiesen und Wäldern, Ackerland und bewohnten Gebieten, die zwischen den Flüssen Sava und Vrbas nordöstlich von Banja Luka in der Nähe der Stadt Srbac liegen. In diesem Feuchtgebiet sind 280 Pflanzenarten registriert, die zu 71 Familien gehören. Einige von ihnen sind: der gewöhnliche Wasserschlauch (Urticilario vulgaris), das Hornblatt (Ceratophylletum demersi), der Schwimmfarn (Salvinia natans), Hydrocharietum morus rane, der Kleefarn (Marsilia quadrifolia-natans), Trapetum natantis typicum, die gelbe Teichrose (Nupharetum lutae typicum), Scirpetum lacustris typicum, Phragmitetum austrialis und Irisetum pseudacorus. Das Gebiet Bardača umfasst selbst rund 3.500 ha (35 km²).
Einen wichtigen und zentralen Punkt im Komplex Bardača bilden Süßwasser- und Sumpfvegetationen. Auf der anderen Seite befinden sich verschiedene Arten von Wäldern und Wiesen. Süßwasser- und Sumpfvegetationen bilden unterschiedliche Zonen wie Moor-, Weiden- und Waldvegetationen. Die Moorvegetation bildet im Übergang von der Mitte des Wasserbeckens auf dem Ufer mehrere Vegetationszonen. Submerse Pflanzen wie das Hornblatt (Ceratophylletum demersi) und Myriophyllo-Potametum haben sich hier im tieferen Wasser entwickelt. Als submers (abgetaucht) bezeichnet man Wasserpflanzen (und auch Pilze), die unter Wasser wachsen. An die Zone der submersen Vegetation schließt die Zone der schwimmenden Vegetation an, in der die weiße Seerose (Nymphaeetum albo-luteae), Trapetum natantis und Seekanne (Hydrochari-Nymphoidetum peltatae) wachsen. Auf dem Ufer, teils dauerhaft und teils in regelmäßigen Abständen überschwemmt ist, entwickelte sich auch semiaquatische Vegetation wie das Teichröhricht (Scirpo-Phragmitetum). Die Weidenvegetation ist durch die Anwesenheit von Feuchten Trittflur (Agropyro-Rumicion) sowie Deschampsietum caespitosae geprägt. Aufgrund der verschiedenen Höhenlagen und Bodenhydrologie ist die Waldvegetation in mehrere Zonen unterteilt: In kalkhaltigen Böden – meist auf der Südseite – befindet sich ein Waldgürtel, der aus Honigeichen und schwarzen Hainbuchen (Querco-Ostryetum carpinifoliae) besteht. Auf dem Gebiet des höheren und trockenen Lebensraumes (etwa ab 250 Meter Höhe) kommen häufig Stieleichen und Hainbuchen (Carpino Betuli-Quercetum roboris) vor.

### Fauna
Aufgrund der vielfältigen Vegetationen entwickelte sich in der Gemeinde Srbac auch eine zahlreiche und verschiedenartige Tierwelt. Charakteristische wilde Tierarten der Region sind das Wildschwein (Sus scrofa), das Reh (Capreolus capreolus), der Fuchs (Vulpes vulpes) und der Igel (Erinaceidae). Diese Region war auch durch außergewöhnliche Vielfalt an wilden Kaninchen gekennzeichnet, die aber hauptsächlich durch die unkontrollierte Verwendung chemischer Schutzmittel in der Landwirtschaft zur Seltenheit wurden. Das Gebirge Motaijica stellt wegen eines hohen Eichenvorkommens einen besonderen Lebensraum für Wildschweine (Sus scrofa) dar. Die Früchte von Eichen und Buchen gehören zur Hauptnahrungsquelle der Wildschweine.
Der Reichtum der Fauna in der Gemeinde ist vor allem durch den Bardača-Komplex gekennzeichnet, der dank Wasseroberflächen, Überschwemmungswiesen und Wäldern, fruchtbarer Böden und reicher Vegetation die notwendigen Voraussetzungen für das Leben der verschiedenen Arten von Fischen, Vögeln und anderen Tieren bietet. Das Bardača-Gebiet stellt ein einzigartiges Ökosystem dar, das durch die Interaktion von vielen natürlichen und anthropogenen Faktoren dazu prädisponiert ist. Die Lage und die Nähe der Flüsse Sava und Vrbas haben einen direkten Einfluss auf die Entstehung der geologischen Struktur. Dieses Gebiet ist ein wichtiger Ort für Nestbau, Fütterung und Ruhezeiten der unterschiedlichen Vogelarten. In Bardača wurden insgesamt 178 Vogelarten identifiziert. Es ist der einzige Lebensraum, in dem folgende Vogelarten nisten: Plegadis falcinellus (Sichler), Platalea leucordia (Löffler), Larus ridibunds (Lachmöwe), Chlidonias hybrida (Weißbartseeschwalbe) und Sterna hirundo (Flussseeschwalbe). Im Bereich der feuchten und sumpfigen Gebiete haben die Schnatterente (Anas strepera), die Spießente (Anas acuta), männliche Löffelente (Anas cypeata), die Moorente (Aythya nyroca), der Weißstorch (Ciconia ciconia), der Graureiher (Ardea cinerea), der Purpurreiher (Ardea purpurea) und der Prachttaucher (Gavia arcticus) ihren Habitat.
Die Fischfauna in der Bardača umfasst 26 Arten, die bedeutendsten sind: Karpfen (Cyprinus Carpio), Silberkarpfen (hypophthalmichthys molitrix), Graskarpfen (Ctenopharyngodon idella) und in kleinerem Umfang Flusswels (Silurus glanis), Zander (Stizostedion lucioperca) und Hecht (Esox lucius). Daneben bevölkern auch Amphibien die Wasserflächen des Gebietes. Stehende Gewässer bieten gute Lebensvoraussetzungen für viele Arten von Amphibien. Die bekanntesten Amphibien, die man in der Bardača findet, sind der Teichmolch (Triturus vulgaris), der Feuersalamander (Salamandra salamandra), die Rotbauchunke (Bombina Bombina), die Gelbbauchunke (Bombina variegata), der Seefrosch (Rana ridibunda), der Springfrosch (Rana dalmatina), der Grasfrosch (Rana temporaria) und die Wechselkröte (Bufo viridis). Zusätzlich zu den Amphibien sind in den Feuchtgebieten einige Reptilien zu finden wie die europäische Sumpfschildkröte (Emys orbicularis), die Waldeidechse (Lacerta vivipara), die Ringelnatter (Natrix natrix) und die Würfelnatter (Natrix tessellata). Eine besondere Artenvielfalt kann der in Herbst- und Winterzeit beobachten werden, wenn sich viele Zugvögel zur Nahrungssuche oder Rast hier niederlassen beziehungsweise in dem Gebiet überwintern.

## Bevölkerung
Bei der Volkszählung 1991 hatte die Gemeinde Srbac 21.840 Einwohner, darunter
- Serben: 19.291 (88,74 %)
- Bosniaken: 940 (4,30 %)
- Jugoslawen: 811 (3,71 %)
- Kroaten: 140 (0,64 %)
- Andere: 567 (2,61 %)

Im Hauptort Srbac lebten 5.384 Menschen, darunter
- Serben: 4.661 (86,57 %)
- Jugoslawen: 339 (6,30 %)
- Bosniaken: 93 (1,73 %)
- Kroaten: 70 (1,30 %)
- Andere: 221 (4,10 %)

Die Serben stellen auch heute die absolute Mehrheit der Einwohner.
Die Gemeinde umfasst insgesamt 39 Orte: Bajinci, Bardača, Bosanski Kobaš, Brezovljani, Brusnik, Crnaja, Ćukali, Donja Lepenica, Donji Kladari, Donji Srđevići, Dugo Polje, Gaj, Glamočani, Gornja Lepenica, Gornji Kladari, Gornji Srđevići, Ilićani, Inađol, Kaoci, Korovi, Kukulje, Lilić, Nova Ves, Novi Martinac, Nožičko, Povelič, Prijebljezi, Rakovac, Razboj Ljevčanski, Razboj Župski, Resavac, Seferovci, Selište, Sitneši, Sitneši Mali, Srbac, Srbac (selo), Stari Martinac und Vlaknica.

## Wirtschaft
Etwa ein Viertel der Einwohner sind in der Landwirtschaft beschäftigt. Der Rest arbeitet überwiegend in Handels- und Gewerbebetrieben.